# Ultra-Humanidad
Ultra-Humanidad o Ultrahumanita —en inglés, Ultra-Humanite o Humanity— es un supervillano que aparece en los cómics estadounidenses publicados por DC Comics. Apareció por primera vez como un adversario recurrente de Superman. Ultra-Humanidad es el primer supervillano al que se enfrenta Superman y se encuentra entre los primeros supervillanos de la Edad de oro de las historietas. Fue diseñado para ser el polo opuesto de Superman; mientras que Superman es un héroe con una fuerza sobrehumana, Ultra-Humanidad es un autor intelectual criminal que tiene un cuerpo lisiado pero un intelecto muy avanzado. Ultra-Humanidad sirvió como némesis de Superman hasta que Alexei Luthor y su contraparte de la Edad de Plata, Lex Luthor fueron introducidos en los cómics. Los orígenes del súper criminal conocido como Ultra-Humanidad están envueltos en misterio. Incluso él afirma no recordar su verdadero nombre o apariencia y atribuye su vasto intelecto y destreza mental a experimentos científicos de naturaleza desconocida.
Ultra-Humanidad apareció en la tercera y última temporada de la serie de televisión de la cadena The CW Stargirl.

## Historial de publicaciones
La primera aparición de Ultra-Humanidad fue en Action Comics n.º 13 en 1939 y fue el primer supervillano que apareció en un cómic y fue creado por Jerry Siegel and Joe Shuster.

## Historia ficticia del personaje

### Edad de Oro
Ultra-Humanidad es el primer supervillano que se enfrentó a Superman. Fue diseñado como el polo opuesto a Superman: donde el kryptoniano es un héroe con fuerza sobrehumana, Ultra-Humanidad es una mente criminal con un cuerpo paralizado y un intelecto superdotado.
Superman descubre que Ultra-Humanidad es la mente criminal detrás de una serie de crímenes en los que se habían usado armas de tecnología avanzada. Después de una serie de batallas con Superman, Ultra-Humanidad parece morir. Tiempo después, Superman encuentra a Ultra-Humanidad vivo en el cuerpo de una actriz Dolores Winters. Ultra-Humanidad le explica que la secuestró y reemplazó su cerebro por el suyo.
Jerry Siegel y Joe Shuster reemplazaron a Ultra-Humanidad del puesto de archienemigo de Superman cuando Lex Luthor fue presentado en los cómics de Superman. Originalmente, Luthor fue representado como un científico loco pelirrojo. Más tarde, un dibujante presentó a Luthor con la cabeza calva por error y Siegel aprobó el nuevo aspecto de Luthor. Siegel y Shuster no necesitaban dos científicos locos con calvicie luchando contra Superman, por lo que apartaron a Ultra-Humanidad en favor de Luthor. Ultra-Humanidad hizo su última aparición en la Edad de Oro en Action Comics n.º 21 de 1940 y no volvió a aparecer en un cómic durante varias décadas.

### Edad de Platay elMultiverso
Con la introducción del concepto del Multiverso en los cómics de DC, la continuidad de las historias de Superman durante la Edad de Oro y, por extensión, las que incluían a Ultra-Humanidad, fueron retroactivamente situadas en Tierra-2, mundo de todos los personajes de la Edad de Oro de DC. Ultra-Humanidad fue reintroducido durante la Edad de plata como un supervillano recurrente en el cómic Mr. and Mrs. Superman protagonizado por la Familia de Superman. Mr. and Mrs. Superman consistía en historias sobre los primeros años de matrimonio entre el Superman de Tierra-2 y Lois Lane, e incluía un gran número de villanos de la Edad de Oro de Superman entre los cuales Ultra-Humanidad era el más prominente. En el encuentro anual LJA/SJA en Justice League of America n.º 195 a 197, Ultra-Humanidad transfiere su consciencia al cuerpo de un simio albino y se convierte en uno de los mayores villanos de Tierra-2. Después de eso, Ultra-Humanidad apareció regularmente en los cómics de DC peleando contra el All-Star Squadron en la década de 1940 y contra la Sociedad de la Justicia de América e Infinity Inc en las décadas desde la Segunda Guerra Mundial.

### Post-Crisis
Después de la serie limitada de Crisis on Infinite Earths publicada entre 1985 y 1986, la historia de Superman fue reescrita en la miniserie The Man of Steel y Tierra-2 desapareció de la continuidad. Sin embargo, Ultra-Humanidad fue excluido de ese "reinicio" de Superman y su historia post-Crisis se mantuvo ligada a la década de 1940 y a la Sociedad de la Justicia de América y al All-Star Squadron. Las apariciones previas de Ultra-Humanidad peleando durante la Edad de Oro contra Superman en la década de 1940 en Action Comics n.º 13 al 21 y en All-Star Squadron fueron reescritas en beneficio de la continuidad (una técnica conocida como Continuidad retroactiva) para mostrarle peleando contra otros héroes de 1940.
Los tres primeros números de Legends of the DC Universe muestran al Superman post-Crisis en los comienzos de su carrera, luchando contra un científico llamado Morgan Wilde que, enfadado por la muerte de su esposa, jura venganza contra Luthor y gana la habilidad de transferir su "esencia vital" (llamada "Under-Light") haciéndose llamar Ultra-Humanidad. El estatus canónico de esta historia no está claro. Podría haber sido un intento de enclavar retroactivamente a Ultra-Humanidad en las historias Post-Crisis de Superman.
El plan más ambicioso de Ultra-Humanidad se produce en "Stealing Thunder", un cómic de la Sociedad de la Justicia de América, donde, estando en el cuerpo de un anciano Johnny Thunder, engaña a Jakeem Thunder. Con el poder del omnipotente Thunderbolt, Ultra-Humanidad restaura la juventud de su cuerpo y después procede a conquistar el mundo. Bajo su mandato, la Tierra es transformada en una sola mente, con cada metahumano convertido en una extensión de Ultra-Humanidad.
Sin embargo, un grupo selecto de héroes se las arreglan para escapar al control de Ultra-Humanidad: Jakeem Thunder, Capitán Marvel, Hourman, el tercer Crimson Avenger, Power Girl, Sand y el segundo Icicle. Wildcat y Dr. Fate estaban también libres, aunque Wilcat como un aparente efecto secundario de sus "nueve vidas", y Hall a fin de que pudiese invocar las vestiduras del Dr. Fate para dar acceso a Ultra-Humanidad al poder de Nabu. Sin embargo, ambos están cautivos por Ultra-Humanidad. Ultra-Humanidad es asesinado por Crimson Avenger como venganza por la muerte del primer Crimson Avenger, que murió en una explosión causada por Ultra-Humanidad.

### Un año después
Después de Infinite Crisis, la actriz Dolores Winters (llamada ahora Delores Winters) regresa como un criminal por derecho propio en la páginas de JSA Classified n.º 19 y 20 de 2007.
Más tarde, la versión de Ultra-Humanidad como Delores Winters es rescatada de una prisión-hospital por un grupo desconocido y, aparentemente, conducido al futuro, donde el villano fue mencionado en Justice League of America (vol. 2) n.º 1 como tratando de adquirir un casco-Mento. Después, su cerebro fue puesto en el cuerpo de un simio albino de Gorilla City, reasumiendo la apariencia clásica de Ultra-Humanidad. Se le ha visto trabajando con Per Degaton, Black Beetle y Despero. En Booster Gold (vol. 2) n.º 5 de 2007, se revela que ellos son los que están detrás del complot para alterar el tiempo de Rex Hunter y Supernova, formando un grupo llamado "Time Stealers".

## Otros Mundos
En la miniserie The Golden Age, Ultra-Humanidad tiene su cerebro en el cuerpo de Tex Thomson, también conocido como el "Americomando". También se las arregla para poner el cerebro de su aliado, Adolf Hitler, en el cuerpo de Danny Dunbar, y al mismo tiempo consigue dar a Hitler, como Dunbar, superpoderes.
Ultra-Humanidad es el principal villano de Superman & Batman: Generations. Su primera aparición en la historia es en 1939, pero se cree muerto tras explotar su cohete de escape. Décadas más tarde, se revela que su cerebro en el cuerpo de su lacayo Luthor. Tras una batalla con un Superman sin sus poderes, muere electrocutado.

## Poderes
Ultra-Humanidad, un científico loco, tiene, además de su genio científico, el poder para transferir su cerebro en otro cuerpo. Son varios los cuerpos que ocupó a lo largo de los años, incluyendo a la actriz Delores Winters, un insecto gigante, un Tiranosaurio Rex, un gorila albino mutante (su más frecuente y más conocida encarnación) y el del miembro de la Sociedad de la Justicia de América, Johnny Thunder.

## Otras versiones
Una versión alternativa de Ultra-Humanidad aparece en los números 3 y 4 del cómic Tangent: Superman's Reign. En esta versión es un arma viviente creada por los Soviéticos, que está fuera de control. Es destruido en batalla por la versión Tangent de Superman.

## Apariciones en otros medios

### Televisión
- Ultra-Humanidad aparece, en su forma de gorila, en tres episodios de la serie animada de La Liga de la Justicia. Es esta versión, es presentado como un cultivado intelectual con tendencia criminal y un profundo amor por la música clásica. La versión de la serie animada es más benevolente que su contrapartida del cómic, hasta el punto de, de una manera u otra, terminar ayudando al protagonista principal del episodio en cada una de sus apariciones, si bien por sus propios motivos y uno lo ve unirse a Injustice Gang de Lex Luthor antes de finalmente traicionarlo.
- Ultra-Humanidad en su cuerpo de tiranosaurio albino apareció en el corto de Batman: The Brave and the Bold, "The Creature Commandos in The War That Time Forgot!", con la voz de Jeff Bennett. Esta versión es un cerebro en un pequeño frasco robótico móvil capaz de poseer cualquier cosa. Mientras ayudaba a los poderes del Eje durante la Segunda Guerra Mundial con dinosaurios controlados por la mente de Dinosaur Island, capturó a Batman, pero los Creature Commandos lo frustraron y lo obligaron a retirarse sin el Tyrannosaurus anfitrión, solo para ser acorralado por otros dinosaurios.
- Ultra-Humanidad en su cuerpo de gorila albino aparece en Young Justice, con efectos vocales proporcionados por Dee Bradley Baker en la primera temporada y con la voz de Greg Weisman en la tercera temporada. Esta versión fue mentora de la Dra. Helga Jace. Apareciendo por primera vez en el episodio de la primera temporada "Revelation" como miembro de la Liga de la Injusticia, él y sus compañeros de la Liga fueron utilizados por la Luz para sacar a la Liga de la Justicia y al Equipo de su rastro. A partir de la tercera temporada, Ultra-Humanidad reemplazó a Cerebro como miembro principal de Light y adquirió un altavoz para su arnés.
- Ultra-Humanidad en su cuerpo de gorila albino aparece en la tercera temporada de Stargirl, con la voz de un actor no acreditado. Esta versión es enemigo de la Sociedad de la Justicia de América (JSA) original y asociado de Dragon King. En el presente, Ultra-Humanidad forma una alianza con Icicle y Dragon King antes de trasplantar su cerebro al cuerpo de Starman (interpretado por Joel McHale) para manipular a Stargirl y su JSA para paralizarse a sí mismos mientras Dragon King trasplantaba su cerebro al cuerpo de Ultra-Humanidad para que él "derrotara" como Starman junto al hijo de Jordan. A partir de ahí, tiene la intención de postularse para presidente como portavoz de Icicle para difundir sus ideales. Sin embargo, la JSA derrota a los villanos, y STRIPE deja dañado el cerebro de Ultra-Humanidad.

### Películas

#### Justice League: The New Frontier
Ultra-Humanidad tiene una pequeña aparición en la película animada Justice League: The New Frontier. Se le ve durante el famoso discurso de John F. Kennedy.

### Varios
- Su apreciación por la música se convierte en una elemento fundamental del argumento del episodio "Injustice For All", cuando Batman le persuade para entregar a Lex Luthor a cambio de una gran suma de dinero que sólo se describe como el doble de lo que Luthor le estaba pagando. Ultra-Humanidad dona el dinero a la televisión pública, especificando que se emplee para poner ópera en la televisión, escuchándola muy alta desde su celda para molestar a Luthor, que se encuentra en la celda de al lado. En "Comfort and Joy", ayuda a Flash a reparar un juguete que se ha estropeado durante su batalla, reprogramando el habla del juguete para que suene El Cascanueces para los niños.
- El origen de Ultra-Humanidad en la serie animada es desconocido desde el momento que ese mundo no incluye una explícita SJA con la que pelear, pero hay una breve referencia cuando habla con Flash durante el episodio de Navidad "Comfort and Joy", en el que se sugiere que una vez tuvo una apariencia normal.